# Кевой
Кевой (чечен. Кевой) — один из чеченских тайпов, входит в тукхум овхой. Представители этого тайпа проживают в Новолакском и Хасавюртовском районах Дагестана.

## Этимология
По мнению чеченского историка, кандидата исторических наук Сайпуди Натаева, название тайпа Кевой можно перевести как воины, стражники. По его же утверждению в основе этнонима лежит чеч. «Ке» ворота.

## История
Написание Кевой у И. А. Арсаханова (Арсаханов, 1959, с. 9), у У. Г. Осмаева Кевой (Кей), а у А. С. Сулейманова Кеной (вероятно опечатка или ошибка).
В работе 1959 года чеченский лингвист И. А. Арсаханов привёл тайп Кевой в составе ауховцев.
Чеченский исследователь-краевед, педагог и народный поэт А. С. Сулейманов, в микротопонимии с. Ярыксу-Аух (ГIачалкъа) привёл топоним Кевойн атагӀа (Кевойн атага) «Кевойцев долина» — пастбище на юго-востоке от села. У него же Кевой — этноним. Сайпуди Натаев, связывает топоним с тайпом.
У. Г. Осмаев в своей книге под названием «Чечня: голоса времен» зафиксировал представителей тайпа Кевой в селе Бамматюрт.